# Earl Wilbur Sutherland Jr.
Earl Wilbur Sutherland Jr. (Burlingame, Kansas, 19 de noviembre de 1915-Miami, 9 de marzo de 1974) fue un bioquímico y fisiólogo estadounidense. Obtuvo el Premio Nobel de Fisiología o Medicina en 1971 "por sus descubrimientos concernientes a los mecanismos de acción de las hormonas", especialmente la adrenalina, a través de los segundos mensajeros (como el AMP cíclico).

## Biografía
Sutherland nació el 19 de noviembre de 1915 en Burlingame, Kansas. Fue el segundo más joven de seis hermanos y fue criado por su madre, Edith M. Hartshorn, y su padre, Earl W. Sutherland. Aunque su padre, originario de Wisconsin, había asistido al Grinnell College durante dos años, al final llevó un estilo de vida agrario que le llevó tanto a Nuevo México como a Oklahoma antes de establecerse en Burlingame para formar una familia. Edith, natural de Misuri, había cursado estudios de enfermería en lo que se denominaba un "colegio de señoritas". Para mantener a la familia, el padre de Sutherland regentaba una tienda de productos secos, donde dio trabajo a cada uno de sus hijos. Sutherland empezó a pescar a los cinco años, pasatiempo que disfrutó durante casi toda su vida. En el instituto, Sutherland practicó y destacó en varios deportes, como tenis, baloncesto y fútbol.
En 1933, a la edad de 17 años, Sutherland se matriculó en el Washburn College de Topeka (Kansas) y comenzó a estudiar para obtener la licenciatura en Ciencias. Para pagarse la matrícula, trabajó durante sus años de estudiante como ayudante del personal médico de un hospital local. Obtuvo su título en Química en 1937, a la edad de 21 años. A continuación fue admitido en la Facultad de Medicina de la Universidad de Washington, en San Luis. En 1942, se graduó como Doctor en Medicina.

## Trayectoria

### Académica e Investigación
En 1940, mientras estudiaba en la Facultad de Medicina de la Universidad de Washington, Sutherland tuvo su primer contacto con la investigación como ayudante de farmacología en el laboratorio de Carl Ferdinand Cori. Bajo la dirección de Cori, Sutherland investigó los efectos de las hormonas epinefrina y glucagón en la descomposición del glucógeno en glucosa. En 1942, trabajó como interno en el Hospital Barnes-Jewish de San Luis.
Tras licenciarse en Medicina por la Universidad de Washington en 1942, Sutherland sirvió como médico del ejército en la Segunda Guerra Mundial. Louis en 1945, donde siguió investigando en el laboratorio de Cori. Sutherland atribuye su decisión de dedicarse a la investigación, en lugar de dedicarse a la medicina, a su mentor Cori.
Durante su estancia en la Facultad de Medicina de la Universidad de Washington, Sutherland fue profesor de farmacología (1945-46), profesor de bioquímica (1946-50), profesor adjunto de bioquímica (1950-52) y profesor asociado de bioquímica (1952-53).
En 1953, Sutherland se trasladó a Cleveland como profesor de farmacología y presidente del departamento de farmacología de la facultad de medicina de la Universidad Case Western Reserve. Allí colaboró con Theodore W. Rall, también profesor de farmacología, que se convertiría en su compañero de investigación durante toda su vida. Durante sus diez años en la Universidad Case Western Reserve, Sutherland realizó varios descubrimientos pioneros que condujeron a la identificación del monofosfato de adenosina cíclico, o AMP cíclico, y su función como mensajero secundario. 
En 1963, Sutherland pasó a ser profesor de anatomía en la Facultad de Medicina de la Universidad Vanderbilt de Nashville, lo que le permitió dedicar más tiempo a su investigación. Continuó su trabajo sobre el AMP cíclico, recibiendo ayuda económica de la beca Career Investigatorship que le concedió la American Heart Association en 1967. Fue profesor en la Universidad de Vanderbilt hasta 1973.
En 1973, tras pasar 10 años en la Universidad de Vanderbilt, Sutherland se trasladó a Miami, Florida, donde se incorporó al cuerpo docente de la Facultad de Medicina Leonard M. Miller como profesor distinguido de bioquímica. Siguió participando en novedosas investigaciones sobre el monofosfato de adenosina y el monofosfato de guanosina, siendo coautor de cuatro artículos sólo en 1973.

## Nota
- Esta obra contiene una traducción parcial derivada de «Earl Wilbur Sutherland Jr.» de Wikipedia en inglés, concretamente de esta versión, publicada por sus editores bajo la Licencia de documentación libre de GNU y la Licencia Creative Commons Atribución-CompartirIgual 4.0 Internacional.